# Eichhornia heterosperma
Eichhornia heterosperma är en vattenhyacintväxtart som beskrevs av Alexander. Eichhornia heterosperma ingår i släktet vattenhyacinter, och familjen vattenhyacintväxter. Inga underarter finns listade.